# Kevin Hofland
Kevin Hofland (Brunssum, 7 juni 1979) is een Nederlands voormalig betaald voetballer die bij voorkeur in de verdediging speelde. Hij speelde van 1997 tot en met 2012 voor Fortuna Sittard, PSV, VfL Wolfsburg, Feyenoord en AEK Larnaca. Tussen 2002 en 2004 kwam hij zeven keer uit voor het Nederlands voetbalelftal. Hofland werd trainer en had als hoofdtrainer Fortuna Sittard en Willem II onder zijn hoede.

## Spelersloopbaan
Hij begon met voetballen bij SV Limburgia in Brunssum en begon zijn profcarrière in 1997 bij Fortuna Sittard, in dezelfde periode dat Mark van Bommel daar begon. In 2000 maakte Hofland, net als eerder Bouma en Van Bommel, de overstap van Sittard naar PSV. Vanaf 2004 speelde hij in de Duitse Bundesliga bij VfL Wolfsburg.
In de zomer van 2007 vertrok Hofland naar Feyenoord. Op 22 mei 2008 werd hij voor aanvang van een vriendschappelijke wedstrijd tussen Feyenoord en BSV Limburgia door burgemeester Clemens Brocken tot ereburger van zijn geboorteplaats benoemd. In maart 2012 beëindigde Hofland zijn voetbalcarrière na een slepende enkelblessure,

## Clubstatistieken
| Seizoen | Club            | Competitie | Duels | Goals |
| ------- | --------------- | ---------- | ----- | ----- |
| 1997/98 | Fortuna Sittard | Eredivisie | 6     | 0     |
| 1998/99 | Fortuna Sittard | Eredivisie | 29    | 1     |
| 1999/00 | Fortuna Sittard | Eredivisie | 24    | 0     |
| 2000/01 | PSV             | Eredivisie | 29    | 2     |
| 2001/02 | PSV             | Eredivisie | 22    | 2     |
| 2002/03 | PSV             | Eredivisie | 7     | 0     |
| 2003/04 | PSV             | Eredivisie | 20    | 0     |
| 2004/05 | VfL Wolfsburg   | Bundesliga | 27    | 0     |
| 2005/06 | VfL Wolfsburg   | Bundesliga | 19    | 2     |
| 2006/07 | VfL Wolfsburg   | Bundesliga | 30    | 0     |
| 2007/08 | Feyenoord       | Eredivisie | 27    | 1     |
| 2008/09 | Feyenoord       | Eredivisie | 19    | 1     |
| 2009/10 | Feyenoord       | Eredivisie | 8     | 1     |
| 2010/11 | → AEK Larnaca   | A Divizion | 22    | 5     |
| 2011/12 | AEK Larnaca     | A Divizion | 11    | 0     |
| Totaal  | Totaal          | Totaal     | 300   | 15    |

## Interlandcarrière
Hofland speelde zeven wedstrijden voor het Nederlands elftal. Onder leiding van bondscoach Louis van Gaal maakte hij zijn debuut voor Oranje op 15 november 2000 in de oefenwedstrijd in en tegen Spanje (1-2), net als Patrick Paauwe (Feyenoord) en Fernando Ricksen (Glasgow Rangers). Hofland werd in dat duel in de rust vervangen door Paauwe.
| Interlands van Kevin Hofland voor Nederland | Interlands van Kevin Hofland voor Nederland | Interlands van Kevin Hofland voor Nederland | Interlands van Kevin Hofland voor Nederland | Interlands van Kevin Hofland voor Nederland | Interlands van Kevin Hofland voor Nederland |
| №                                           | Datum                                       | Wedstrijd                                   | Uitslag                                     | Competitie                                  | Goals                                       |
| Als speler van PSV                          | Als speler van PSV                          | Als speler van PSV                          | Als speler van PSV                          | Als speler van PSV                          | Als speler van PSV                          |
| ------------------------------------------- | ------------------------------------------- | ------------------------------------------- | ------------------------------------------- | ------------------------------------------- | ------------------------------------------- |
| 1                                           | 2 september 2000                            | Spanje – Nederland                          | 1 – 2                                       | Vriendschappelijk                           | 0                                           |
| 2                                           | 25 april 2001                               | Nederland – Cyprus                          | 4 – 0                                       | WK-kwalificatie                             | 0                                           |
| 3                                           | 15 augustus 2001                            | Engeland – Nederland                        | 0 – 2                                       | Vriendschappelijk                           | 0                                           |
| 4                                           | 1 september 2001                            | Ierland – Nederland                         | 1 – 0                                       | WK-kwalificatie                             | 0                                           |
| 5                                           | 5 september 2001                            | Nederland – Estland                         | 5 – 0                                       | WK-kwalificatie                             | 0                                           |
| 6                                           | 6 oktober 2001                              | Nederland – Andorra                         | 4 – 0                                       | WK-kwalificatie                             | 0                                           |
| Als speler van VfL Wolfsburg                |                                             |                                             |                                             |                                             |                                             |
| 7                                           | 18 augustus 2004                            | Zweden – Nederland                          | 2 – 2                                       | Vriendschappelijk                           | 0                                           |

## Trainersloopbaan
Zeven maanden na het beeindigen van zijn spelersloopbaan trad hij toe tot het bestuur van Fortuna Sittard om zich bezig te houden met technische zaken.
In het seizoen 2012/13 was hij assistent bij BSV Limburgia. Hij werkte vervolgens als trainer bij de jeugd van PSV. In het seizoen 2014/15 was Hofland tevens hoofdtrainer van BSV Limburgia. In februari 2018 verruilde hij PSV voor zijn Fortuna Sittard. Hij verving daar, officieel als assistent, de ontslagen Sunday Oliseh, samen met Claudio Braga. Fortuna Sittard was na zijn komst 16 keer ongeslagen in de Eerste Divisie. Op zaterdag 28 april wonnen de Fortunezen met 1-0 van Jong PSV door een doelpunt van Finn Stokkers. Voor het eerst in 16 jaar promoveerden de Fortunezen naar het hoogste niveau, de Eredivisie. Hofland werd vervolgens assistent van René Eijer maar had een grote hand in de technische leiding. Dat was in het seizoen 2019/20 onder hoofdtrainer Sjors Ultee ook het geval. De trainersvakbond Coaches Betaald Voetbal (CBV) vermoedde een stromanconstructie waarbij de ongediplomeerde Hofland eigenlijk als hoofdtrainer functioneerde.
Op 22 april 2020 werd bekendgemaakt dat Hofland, die inmiddels zijn het diploma Coach Betaald Voetbal behaald had, voor twee seizoenen had getekend als de nieuwe hoofdtrainer van Fortuna, geldend vanaf het seizoen 2020/21. Zijn voorganger Ultee werd vanaf dat moment technisch directeur. Op 11 november 2020 werd hij ontslagen als hoofdtrainer van Fortuna Sittard.
Het seizoen 2021/22 begon hij vervolgens als assistent van Vfl Wolfsburg-trainer Mark van Bommel. Daar werden zij eind oktober 2021 ontslagen. Hofland werd in maart 2022 hoofdtrainer bij Willem II. Daar werd hij op 12 december 2022 ontslagen.Op 28 september 2023 werd bekend dat Kevin Hofland  de nieuwe hoofdtrainer van het eerste elftal bij SV Meerssen is, hij volgde Danny Volkers op. Hofland maakte op 12 januari 2024 bekend dat hij zal vertrekken aan het einde van het seizoen 2023/2024 bij SV Meerssen.
In de zomer van 2024 keerde Hofland terug in het betaald voetbal door een eenjarig contract (met optie) te tekenen bij Helmond Sport. 3 februari 2025 beëindigde Helmond Sport het contract met Hofland. 

## Erelijst
Als speler
 PSV
- Eredivisie (2x): 2000/01, 2002/03
- Johan Cruijff Schaal (3x): 2000, 2001, 2003

 Feyenoord
- KNVB beker (1x): 2007/08

Als assistent-trainer
 Fortuna Sittard
- Promotie naar Eredivisie: 2017/18

## Persoonlijk
Hofland is vernoemd naar Kevin Keegan, die in zijn geboortejaar Europees voetballer van het jaar was. Voor de gemeenteraadsverkiezingen van 2014 stond Hofland op de kandidatenlijst voor de VVD in de gemeente Brunssum. 
Hofland's zoon Milan Hofland (2004) is eveneens profvoetballer. 